# Ботанічний сад Белізу
Ботанічний сад Белізу  (англ. Belize Botanic Gardens) — ботанічний сад у місті Сан-Іґнасіо (округ Кайо, Беліз). Ботанічний сад є членом Асоціації ботанічних садів Латинської Америки та Карибського басейну і має міжнародний код CAYO.
Сад розташований у західній частині країни на березі річки Макаль біля підніжжя гір Мая. Висота над рівнем моря 129 метрів. Працює щоденно з 8:00 до 16:00.

## Колекції
Рослини ботанічного саду згруповані таким чином:
- місцеві орхідні,
- місцеві геліконієві,
- місцеві пальмові,
- місцеві Cycadaceae,
- місцеві та екзотичні тропічні фруктові рослини,
- рослини гір Мая.